# Dreceres del català
Dreceres del català va ser un programa de ràdio dedicat a l'ensenyament de la llengua catalana que va emetre Ràdio Girona durant els anys 1973-1975. El programa va ser idea de Francina Boris i d'Enric Frigola. Francina Boris (Girona, 1915–2013) havia estat la primera locutora de Ràdio Girona, i ja va formar part de l'equip de l'emissora quan es va fundar el 1933.
El programa va comptar amb l'ajut d'Òmnium Cultural i el patrocini del que llavors era la Caja de Pensiones para la Vejez y de Ahorros. S'emetia tres dies a la setmana i s'enregistrava a Barcelona, als estudis de Radio España, on Frigola treballava. A les gravacions hi assistia el lingüista Albert Jané amb l'objectiu d'assessorar.
L'objectiu del projecte era fer arribar el programa a altres emissores. De fet, Ràdio Tarragona va emetre'l, entre el 27 d'abril de 1974 i el 30 de setembre de 1975, cada diumenge a dos quarts d'onze del matí.També el van emetre altres emissores.